# Джеймі Лоурі
Джеймі Лоурі (англ. Jamie Lowery, нар. 15 січня 1961, Порт-Елберні) — канадський футболіст, що грав на позиції півзахисника. Відомий насамперед за виступами в клубі «Ванкувер Вайткепс», у складі якого став чотириразовим переможцем Канадської футбольної ліги, а також у складі національної збірної Канади.

## Клубна кар'єра
Джеймі Лоурі розпочав виступи на футбольних полях у складі нижчолігової канадської команди «Вікторія Вайкс» у 1983 році, у якій грав до 1984 року. У 1985 році став гравцем нижчолігового американського клубу «Такома Старс», у складі якого грав до кінця 1986 року.
У 1987 році Джеймі Лоурі став гравцем команди новоутвореної Канадської футбольної ліги «Ванкувер Вайткепс», в грав до 1992 року. Більшість часу був основним гравцем середньої лінії команди, й 4 рази поспіль у складі команди ставав переможцем ліги. у 1992 році завершив виступи на футбольних полях.

## Виступи за збірну
у 1986 році Джеймі Лоурі дебютував у складі національної збірної Канади. У складі збірної був учасником чемпіонату світу 1986 року у Мексиці, на якому зіграв 1 матч. У 1991 році Лоурі брав участь у розіграші Золотого кубка КОНКАКАФ 1991 року у США. У складі збірної грав до 1991 року, загалом протягом кар'єри у національній команді провів у її формі 21 матч, забивши 1 гол.

## Після завершення виступів на футбольних полях
Після завершення виступів на футбольних полях Джеймі Лоурі працював оператором транзитних перевезень у місті Вікторія.

## Титули і досягнення
- Переможець Кубка націй Північної Америки: 1990